# Lövsjön, Gagnefs kommun

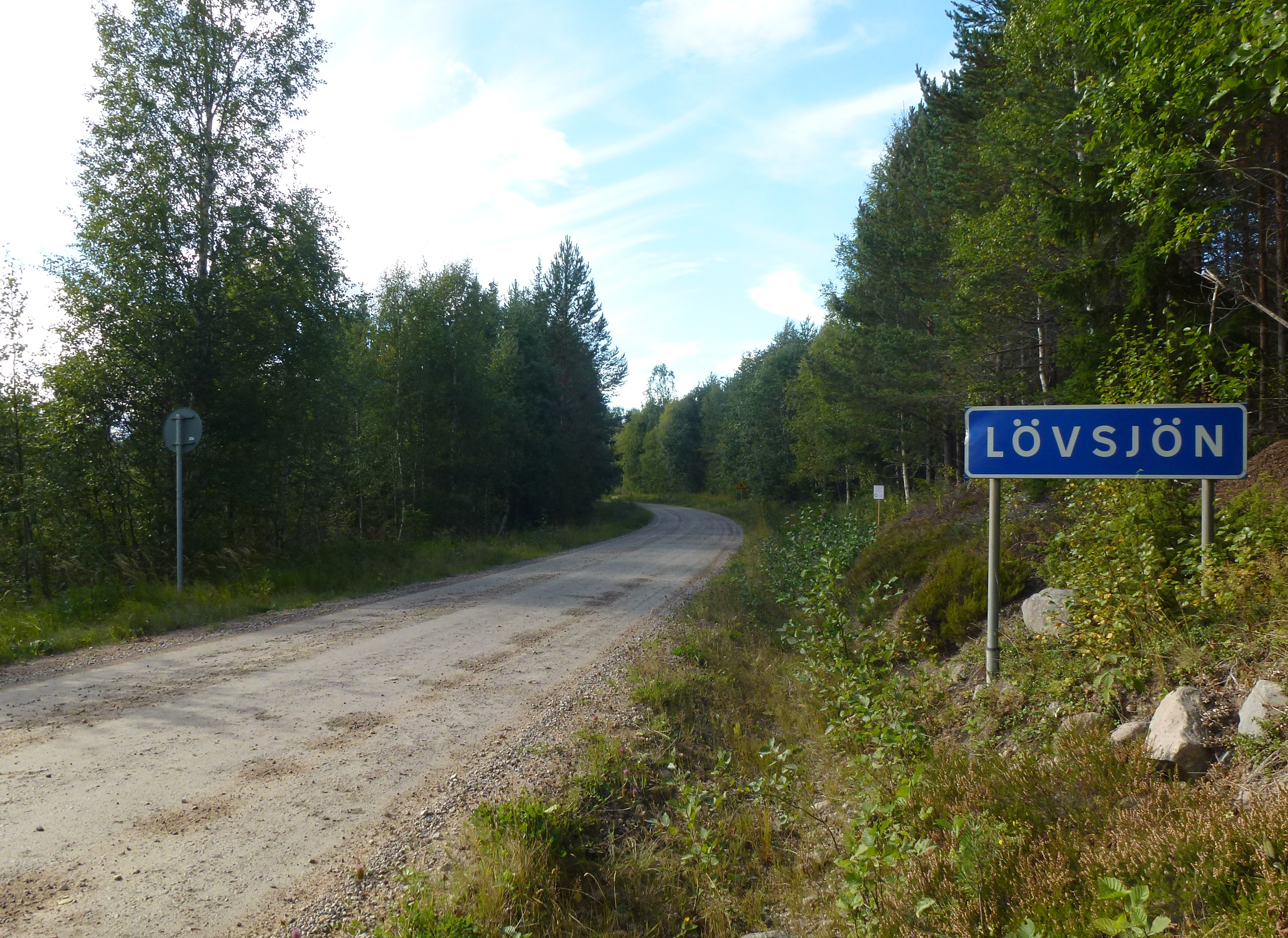
Lövsjön, ortsinfart.

Lövsjön är en by vid södra stranden av Lilla Lövsjön i Gagnefs kommun, Dalarnas län. Orten består av ett 20-tal bostadshus. Orten är känd för sin historiska järnhantering och för Lövsjö bruk som var i drift från 1805 till 1895.

## Ortens historik
Till Lilla Lövsjön i Floda socken inflyttade skogsfinnar i slutet av 1600-talet. Från början fanns här ett finnhemman som skattlades 1692. Troligen började redan den ursprungliga finnbefolkningen med järntillverkning i trakten. Här fanns tillgång till rinnande vatten från Gräsån för att driva masugnens blåsbälg och skog för tillverkningen av den för järnsmältningen viktiga träkolen. År 1726 omtalas en finne, Mats Clementsson, som ägare till Lövsjön och som tillverkare av järn.

## Lövsjö bruk

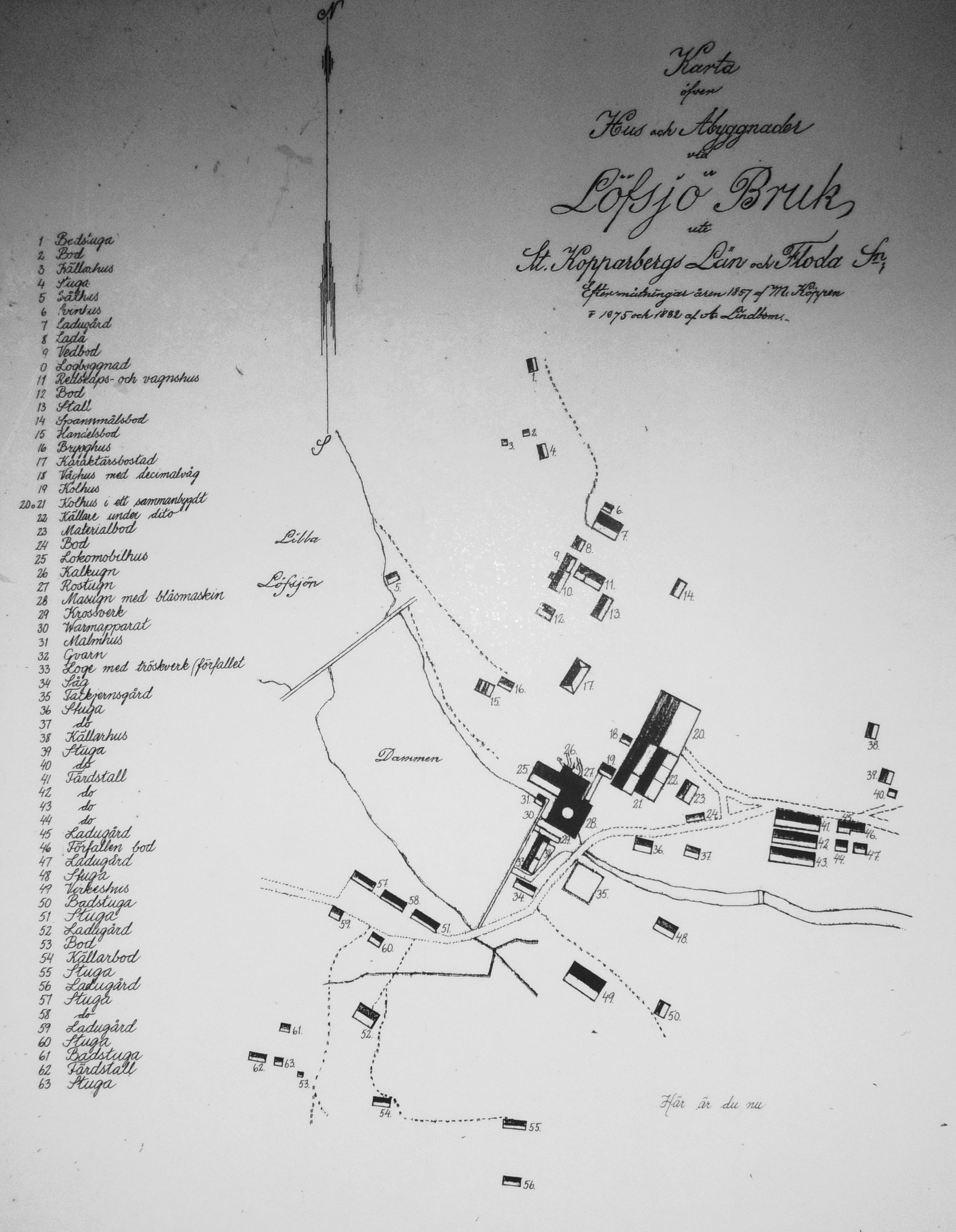
Bruksområdet 1882.

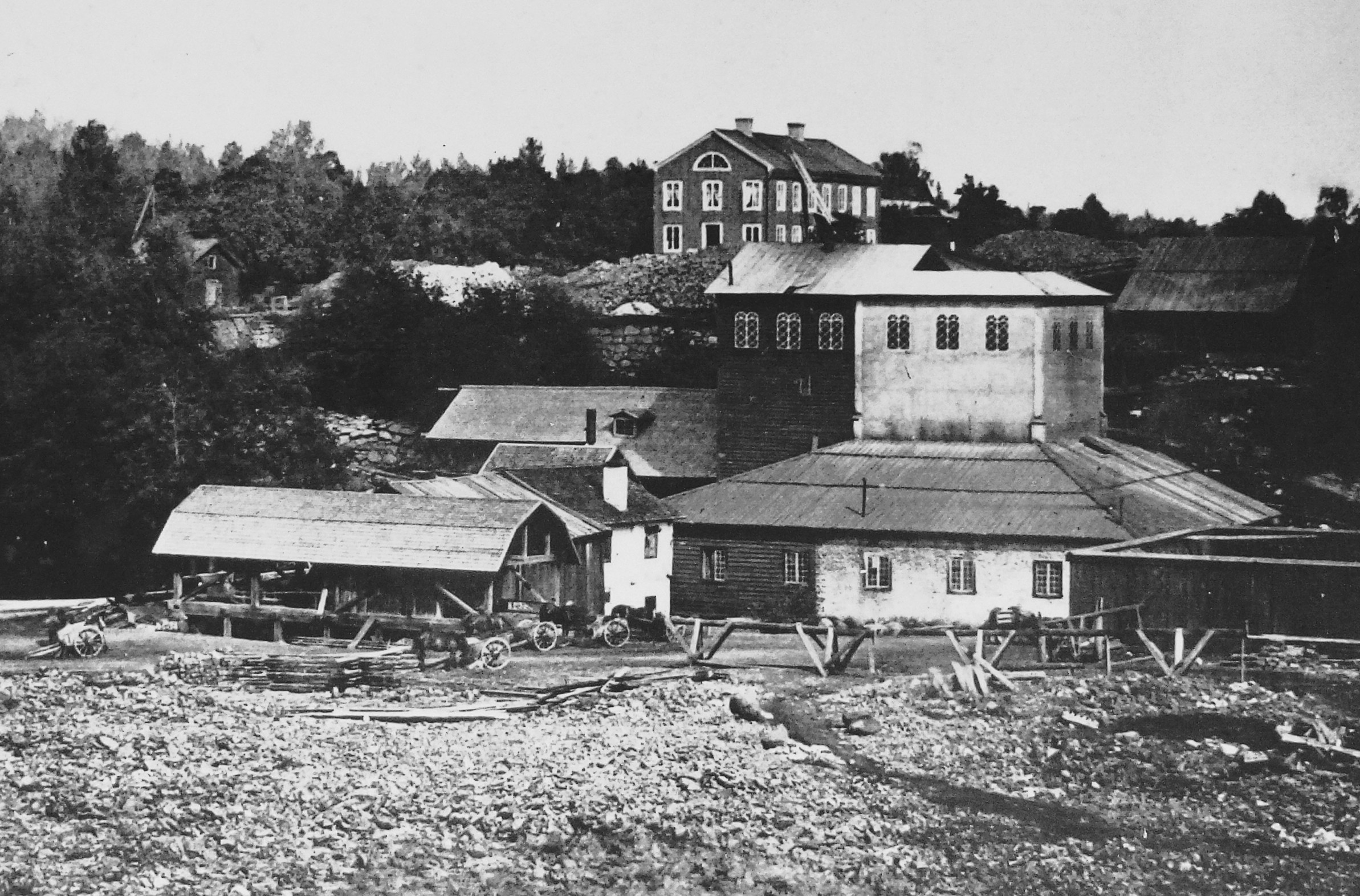
Lövsjö bruk, herrgården i bakgrunden, 1900.

Lövsjön förvärvades år 1804 av brukspatronen A.F. Rosenberg (på sin tid Sveriges främste krutproducent) på Klosters bruk i Husby socken. År 1805 blev Kopparbergs Bergslag hälftenägare och 1806 utfärdades privilegier för hyttdrift. Sedan anlades en mulltimmerhytta, en rostugn samt vattenkvarn, såg och tröskverk. Malmen kom från egna gruvor i Grangärde och senare även från Grängesbergsgruvan. Tackjärnet från hyttan utsmiddes till stångjärn vid bruken i Andersfors och Kloster. Transportvägen till Klosters bruk var hela 110 kilometer och det var troligen det långa avståndet som medförde att A.F. Rosenberg 1822 drog sig ur Lövsjö bruk.
Under 1840- och 1850-talen genomfördes en rad förbättringar, bland annat uppfördes en hålldamm, ett krossverk och masugnen byggdes om och moderniserades. Vid årsskiftet 1862/63 blev bruket helägd av Kopparbergs Bergslag och därmed kom även all förädling av Lövsjöjärnet ske vid Lindesnäs bruk i Lindesnäs. Vid den tiden var Lövsjön med omgivning tät befolkat med hyttarbetare, formän och kolare. För att underlätta transporterna fanns det 1863 även planer på att bygga en järnvägslinje mellan Lövsjön och Lindesnäs respektive Sunnansjö. Arbetet påbörjades med en cirka 500 meter lång banvall, men sträckan slutfördes aldrig.
Den 25 september 1895 nedblåstes masugnen och 1913 revs den. Rostugnen fick stå kvar och påminner idag om den tidigare verksamheten. Mellan den övre och nedre dammen fanns sågen. Sågverksbyggnaden har rivits och en del av den kvarvarande kultur- och industrihistoriskt intressanta utrustningen, bland annat en tändkulemotor och det gamla kraftverket med generator, har flyttats undan. Lövsjö bruks herrgård (Lövsjön Herrgård) står kvar på en kulle norr om hyttområdet. Det är en tvåvånings träbyggnad med rödmålad träpanel och sadeltak. Byggnaden är renoverad och nyttjas som hotell. Hyttområdet med dammar och varphögen är ett fornminne med RAÄ-nummer Floda 159.

## Bilder

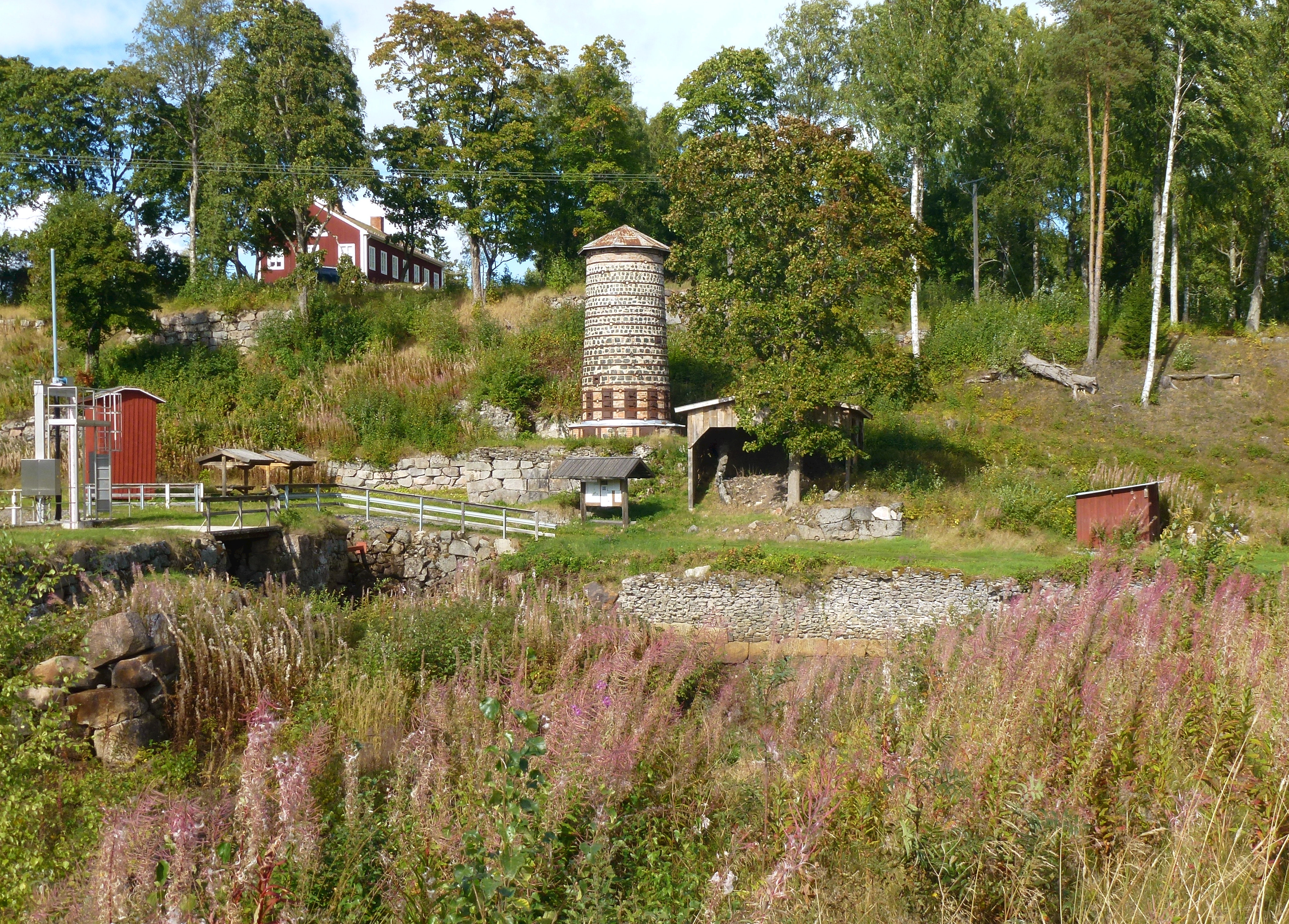
Hyttområdet
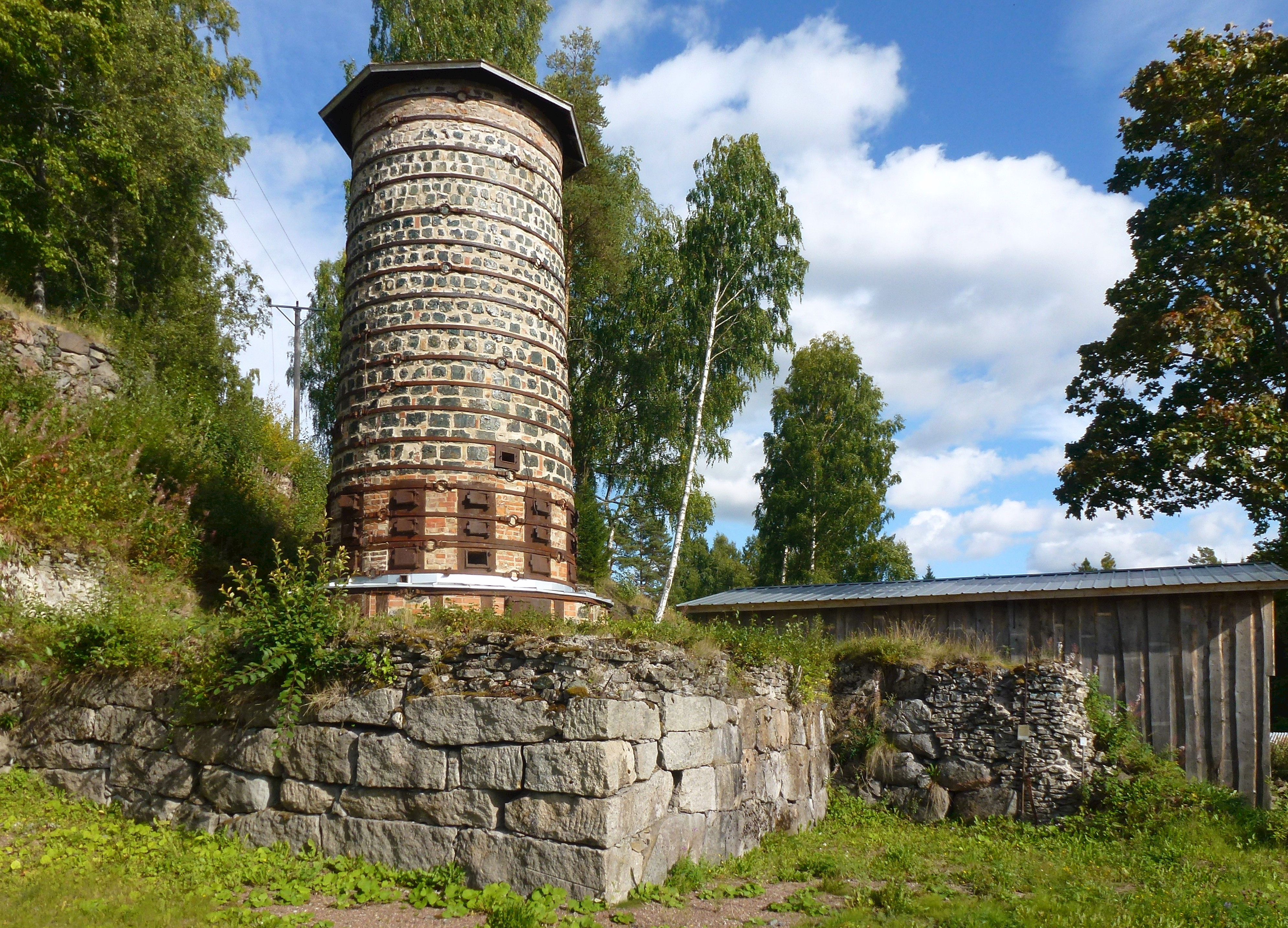
Rostugnen
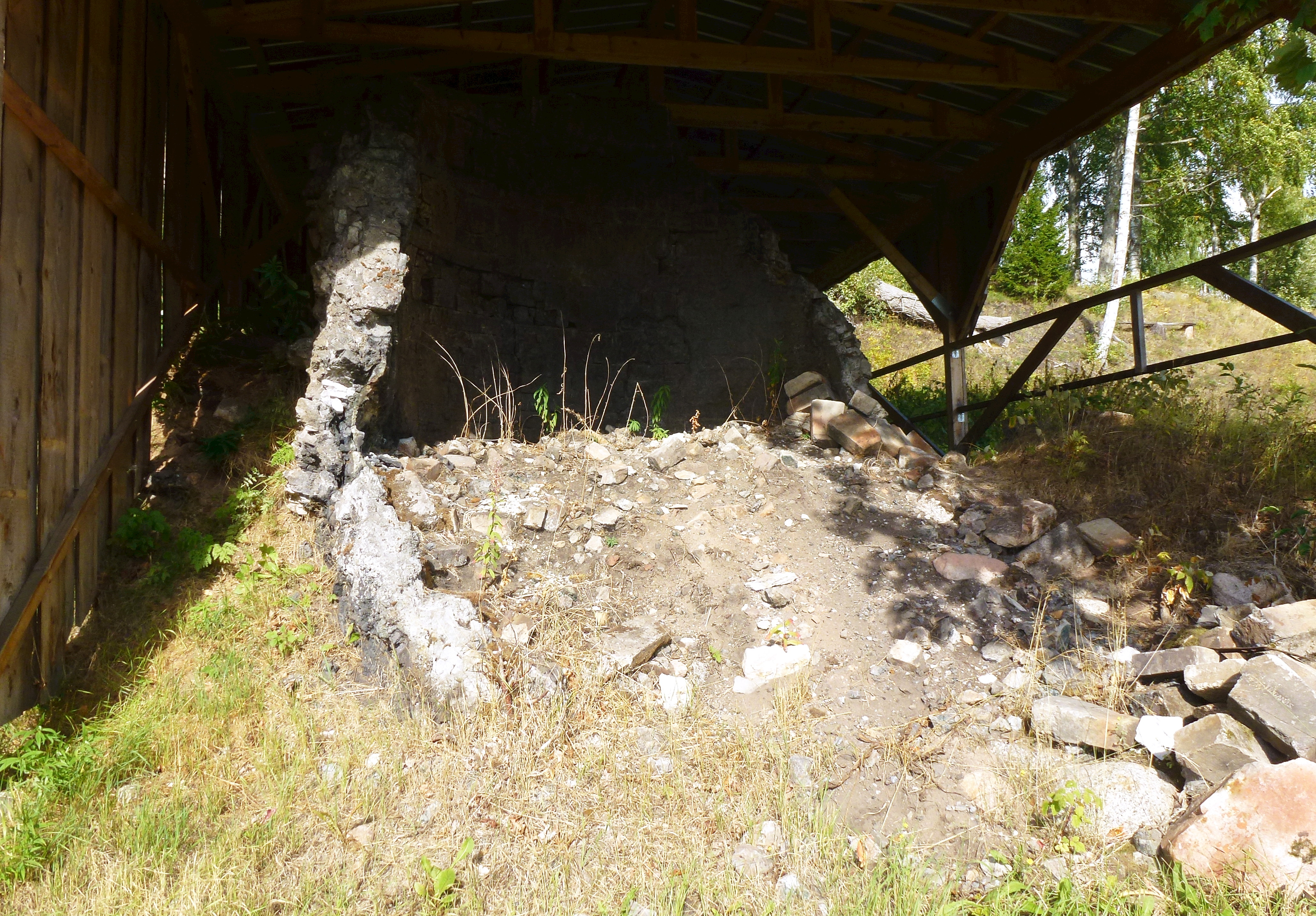
Masugnsruinen
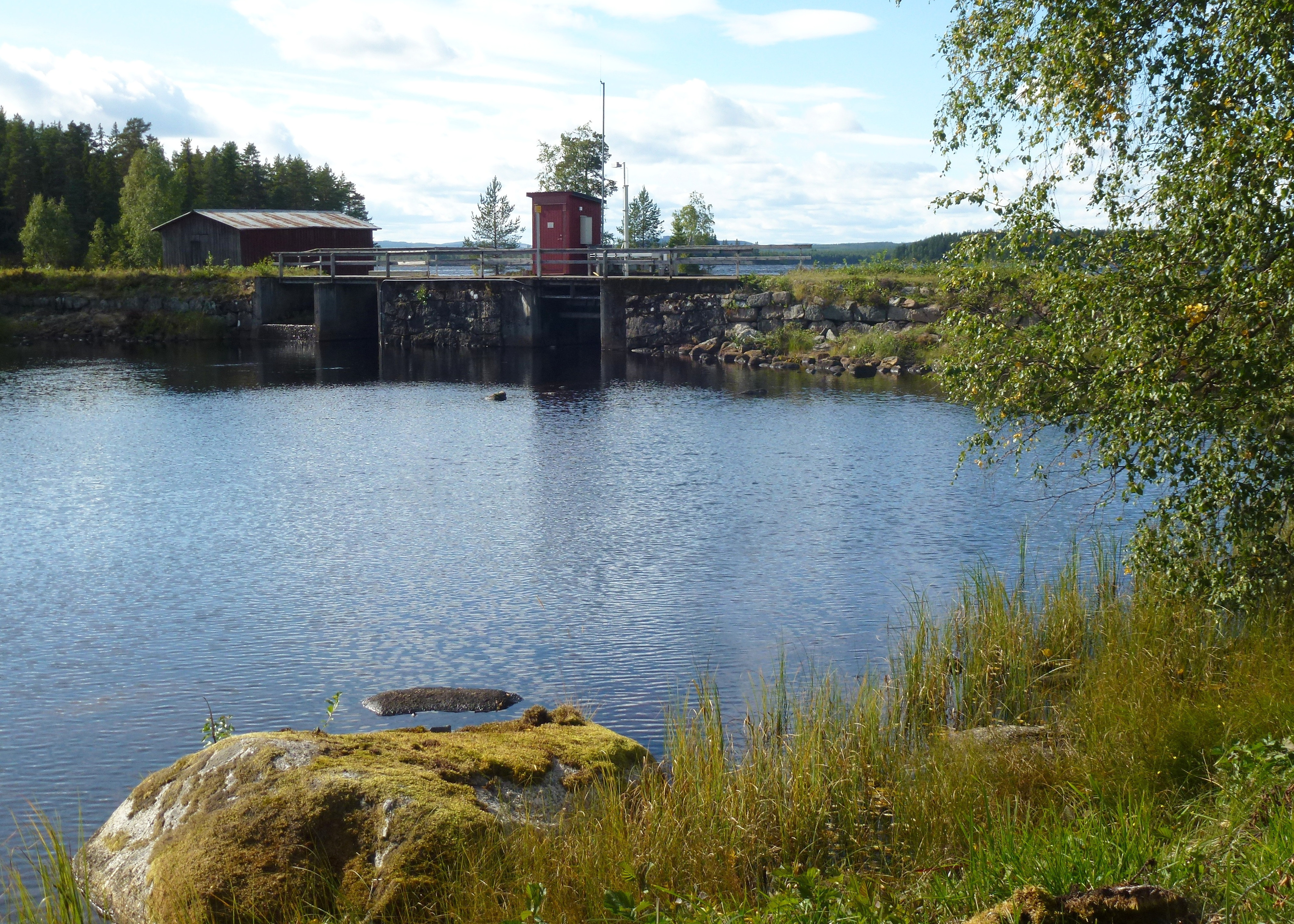
Hyttdammen
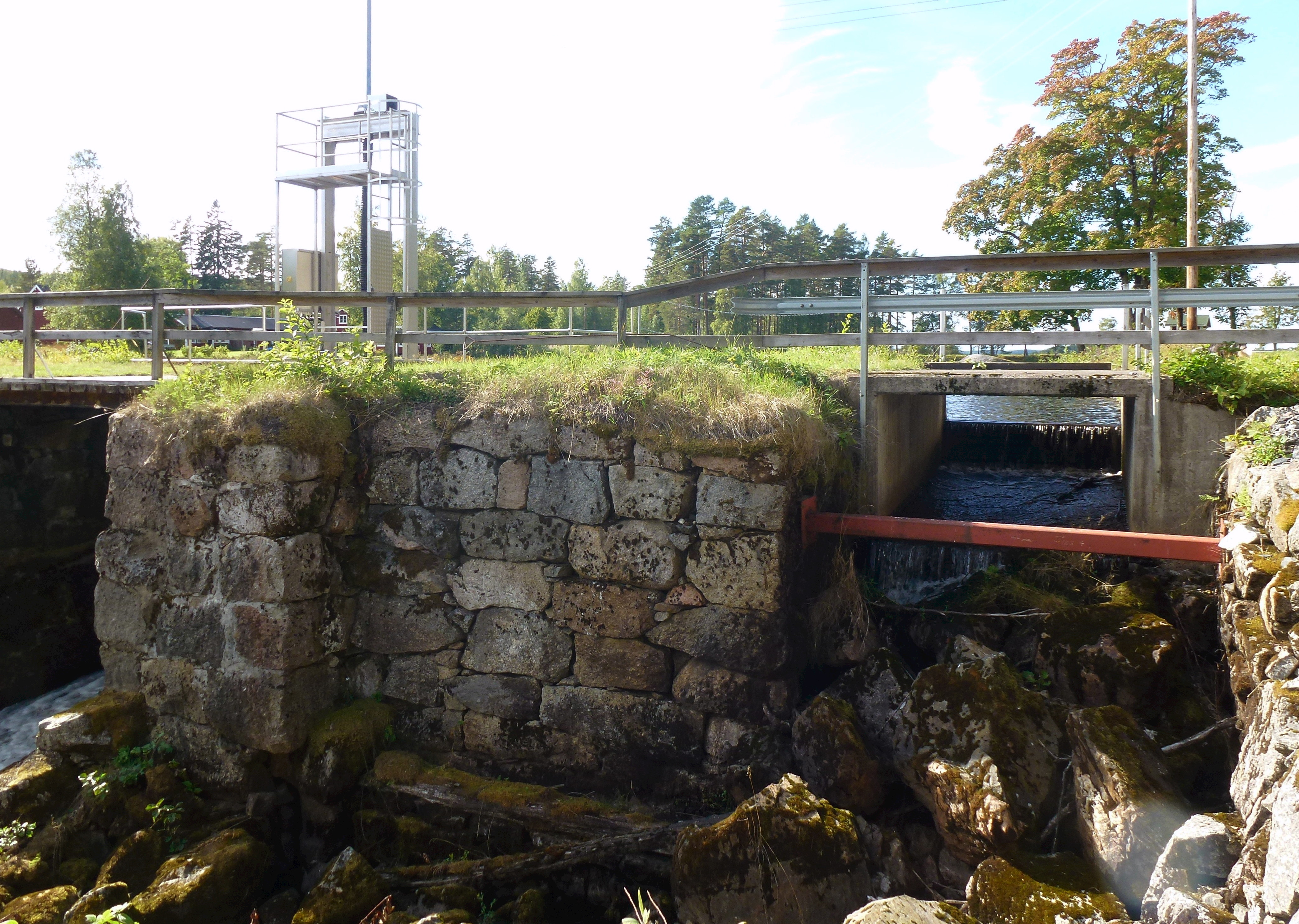
Dammen
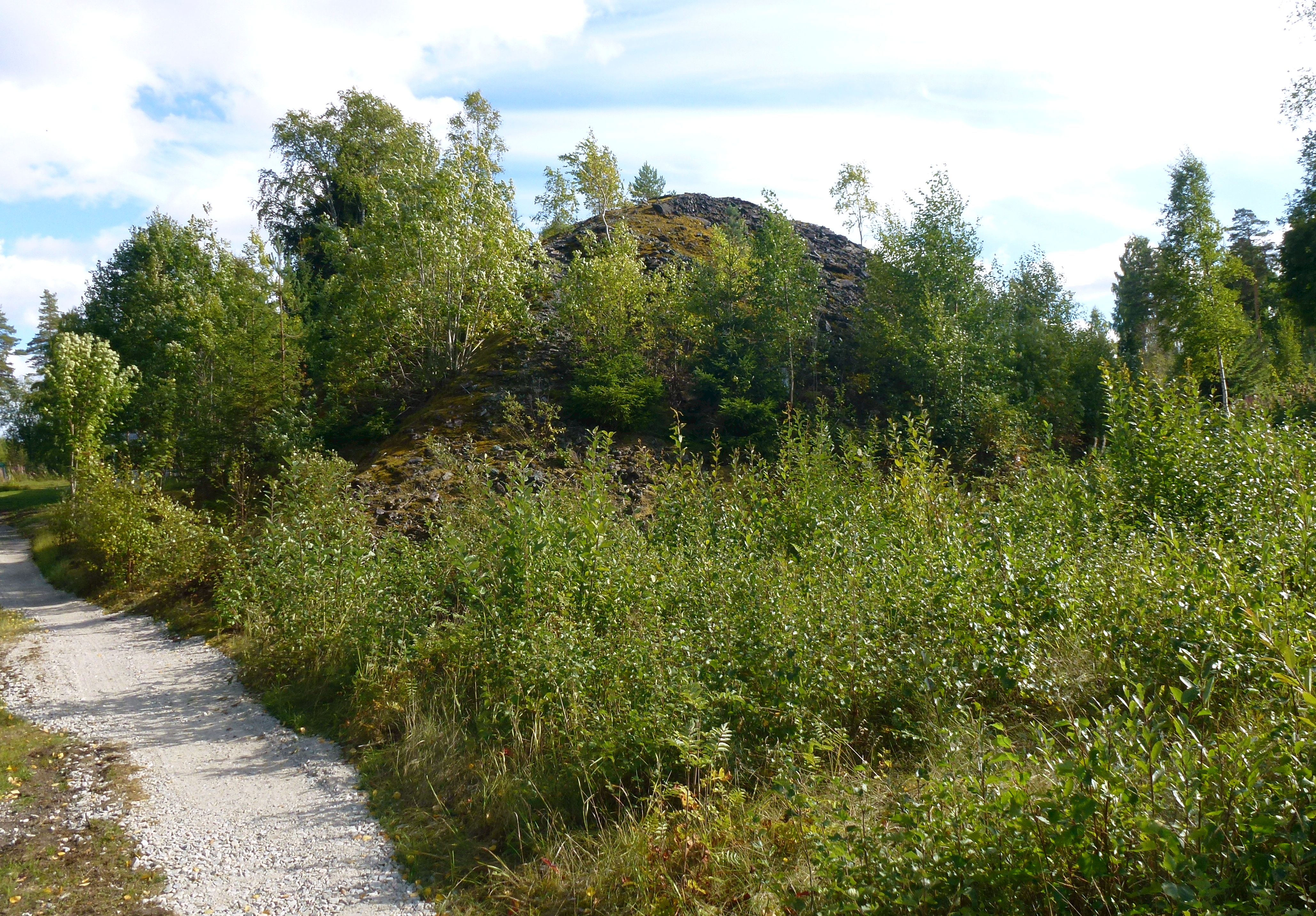
Varphögen
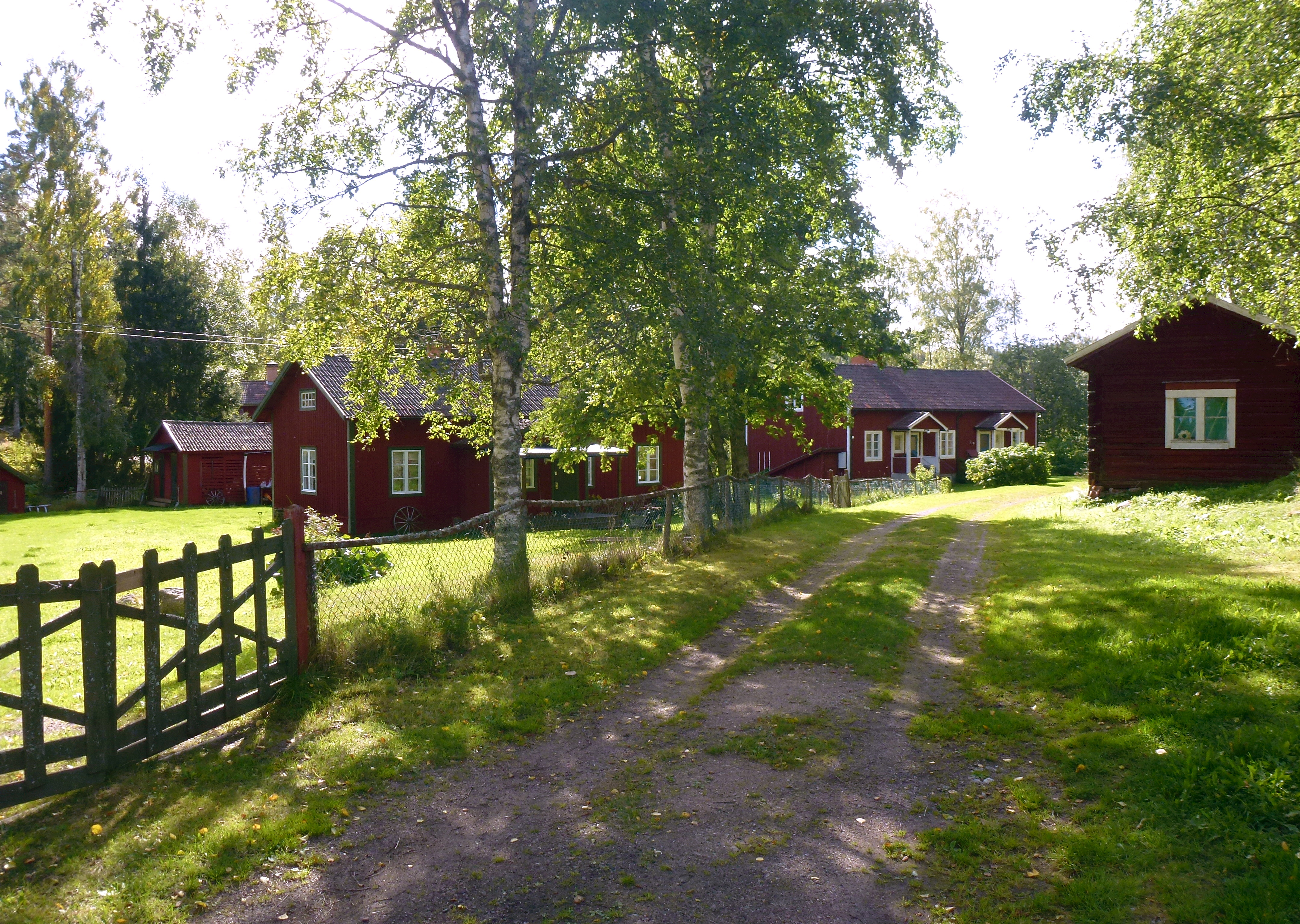
Arbetarbostäder
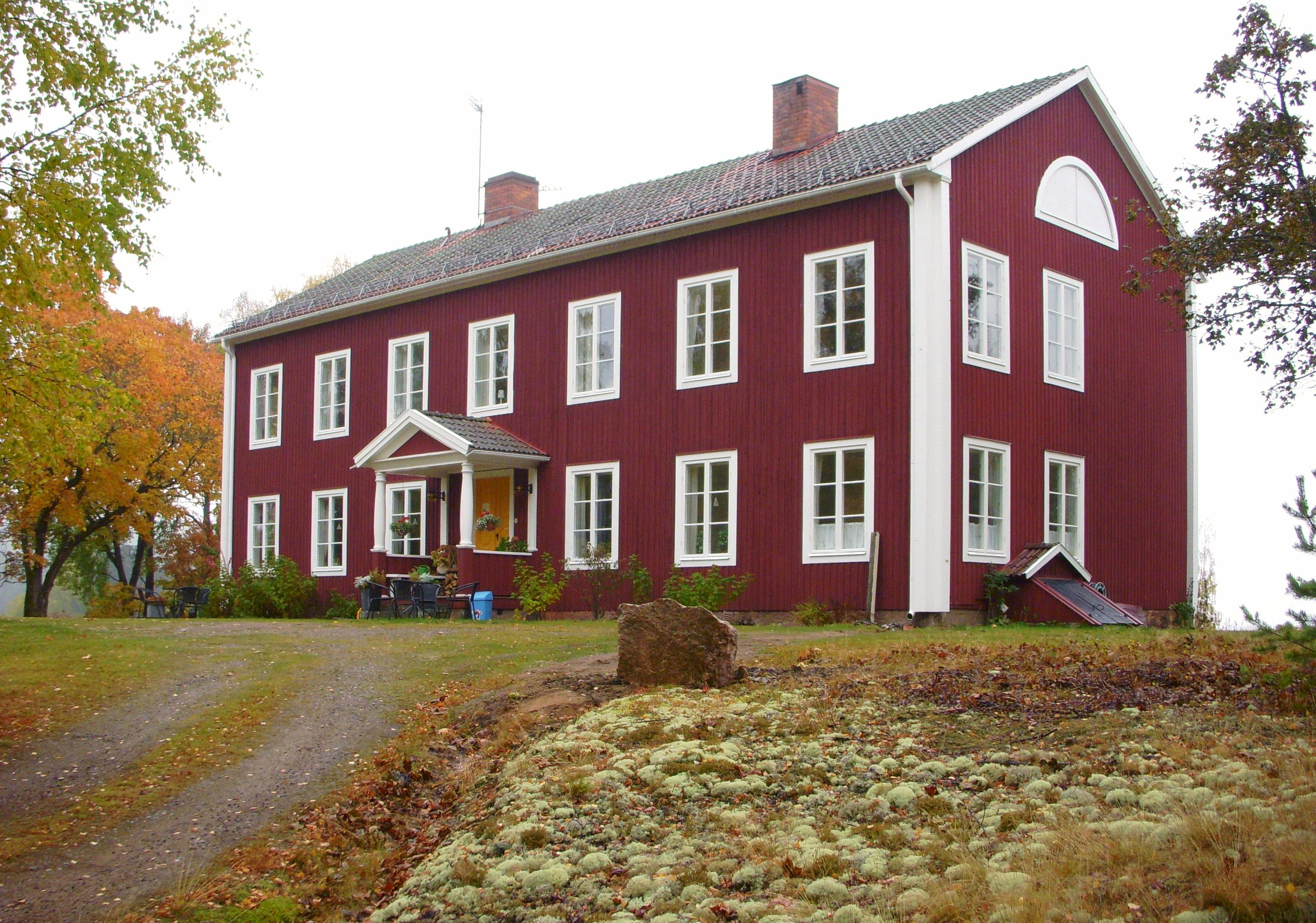
Herrgården